# Kazimierz Misiejuk
Kazimierz Misiejuk (ur. 6 lutego 1933, zm. 8 marca 2013 w Gdyni) – polski ekonomista i działacz żeglugowy.

## Życiorys
Syn Jana. Ukończył Liceum Ogólnokształcące w Białej Podlaskiej (1951). Absolwent Wyższej Szkoły Handlu Morskiego w Sopocie (1956), który następnie był zatrudniony w Zarządzie Portu Gdynia (1956–1963), pełnił funkcję dyrektora ekonomicznego Polskich Linii Oceanicznych (1969–1980), konsula PRL w Antwerpii (1980–1984), szefa zespołu opracowującego program restrukturyzacji PLO (1984–1986), dyrektora naczelnego PLO (1986–1990). W 1992 przeszedł na emeryturę. 
Pochowany na cmentarzu Witomińskim w Gdyni (kwatera 69-19-7).